# Pentaceraster cumingi
Pentaceraster cumingiは、コブヒトデ科に属するヒトデの一種である。直径30センチメートル程度に達する。

## 分布
太平洋東部の熱帯域、カリフォルニア湾からペルー北西部までの範囲に分布する。ガラパゴス諸島、ハワイでも見られる。潮下帯の岩場を好む。

## 生態
海底の海藻、海草類や微生物を餌とする。他の棘皮動物を襲うことも知られている。

## 利用
ペルーとメキシコでは本種の骨格が飾りや土産物として利用されている。ペルーでは採集により個体数が急減している。メキシコでの個体群動態は不明である。